# Amadeu da Silva Fialho
Amadeu da Silva Fialho (Rio de Janeiro, 24 de setembro de 1889 – Rio de Janeiro, 20 de outubro de 1961) foi um médico brasileiro.
Foi eleito membro da Academia Nacional de Medicina em 1943.